# FedEx
 (транскр.  Федекс корпорејшон) амерички је конгломерат са фокусом на транспорт призвода наручених преко интернета. Седиште се налази у Мемфису.

## Галерија
- FedEx камион у САД
-FedEx комби у Пољској
- Старији FedEx камион
- камион у Пољској
-FedEx Boeing 757 у Немачкој
- камион у Уједињеном Краљевству
- у САД